# Tutufa
Tutufa is een geslacht van weekdieren uit de familie Bursidae in de klasse van de Gastropoda (slakken).

## Soorten
- Tutufa bardeyi (Jousseaume, 1881)
- Tutufa boholica (Beu, 1987)
- Tutufa bubo (Linnaeus, 1758)
- Tutufa bufo (Röding, 1798)
- Tutufa nigrita (Mühlhäusser & Blöcher, 1979)
- Tutufa oyamai (Habe, 1973)
- Tutufa rubeta (Linnaeus, 1758)
- Tutufa tenuigranosa (E.A. Smith, 1914)